# Agueda Monasterio de Lattapiat
Agueda Monasterio de Lattapiat, född 1776, död 1817, gjorde sig känd under Chilenska självständighetskriget. Hon avrättades efter att ha tjänstgjort som kurir, spion och agent för rebellerna. 